# 中村淳彦
中村 淳彦（なかむら あつひこ、1972年 - ）は、日本のノンフィクション作家。

## 経歴
東京都目黒区生まれ。明治学院中学校・東村山高等学校、専修大学経済学部卒業。大学在学中の1996年より雑誌編集業務に従事し、卒業と同時にフリーライターとして活動する。実話誌や男性娯楽誌での執筆が多かった。アダルト雑誌を中心として執筆していたこともあり、後述のように業界や女優をテーマにした作品も多い。2006年にはAVメーカー「あけぼの映像」を起業している。
2008年から高齢者デイサービスセンターを運営したが、2014年に廃業。現在は貧困、介護、風俗、超高齢社会などをテーマにノンフィションを執筆している。2016年、東洋経済オンラインMVP賞、2017年、東洋経済オンラインルポルタージュ賞を受賞している。

## 作品
名前のない女たち
2000年からオレンジ通信（東京三世社）での無名のAV女優連載「企画モデルという生き方」が注目されて、2001年「名前のない女たち」（宝島社）として単行本化される。宝島社「名前のない女たち」シリーズは継続して発行され、2017年「名前のない女たち〜貧困AV嬢の独白」はシリーズ6冊目である。
2017年、本書の内容が無断掲載と指摘されたことをきっかけに、取材したAV女優への報酬未払い、AV女優個人や家族に関する否定的情報を中心としたインタビュー手法などが明らかとなり炎上した。吉田豪は中村を「お前らはだめだ、という感じのスタンスで書く人」「なおかつ文章も作っちゃうタイプ」と評した。
2009年、佐藤寿保によって映画化され、第33回モスクワ国際映画祭で正式上映された。2018年、サトウトシキによって映画化第2作目「名前のない女たち〜うそつき女〜」が劇場公開され、主演の吹越満がノンフィクションライターを演じた。
東京貧困女子。
2016年からはじまった東洋経済オンライン連載「貧困に喘ぐ女性たちの現実」が1億2000万PVを超える人気を博し、注目される。2019年4月、東洋経済新報社から連載の取材をもとにした書籍「東京貧困女子。」が発売され、第2回Yahoo!本屋大賞ノンフィクション大賞にノミネートされる。
2023年高羽彩によってテレビドラマ化された。主演は趣里。

## 著書
- 『名前のない女たち 企画AV女優20人の人生』宝島社 2002年6月14日　ISBN 4-7966-2769-3
  - 『名前のない女たち』宝島社新書　2004年6月　ISBN 4-7966-4144-0　文庫化
- 『アタシは生きる!! AV女優22人の人生』宝島社 2004年2月26日　ISBN 4-7966-3957-8
  - 『「名前のない女たち 2」』宝島社文庫　2005年9月30日　ISBN 4-7966-4907-7　文庫化
- 『"恋愛"できないカラダ 名前のない女たち3』宝島社 2006年4月　ISBN 4-7966-5240-X
  - 『"恋愛"できないカラダ 名前のない女たち3』宝島社文庫 2007年9月 ISBN 4-7966-6082-8　文庫化
- 『暴走族、わが凶状半生 実話マッドマックスプレゼンツ』コアマガジン 2008年8月7日　ISBN 4-86252-461-3
- 『名前のない女たち最終章 セックスと自殺のあいだで』宝島社 2009年4月10日　ISBN 978-4-7966-6981-8
  - 『名前のない女たち最終章 セックスと自殺のあいだで』宝島SUGOI文庫 2010年9月10日　ISBN 4-7966-7899-9　文庫化
- 『売春未満 新・名前のない女たち 素人女性編』宝島社　2011年5月9日　ISBN 978-4-7966-8007-3
  - 『売春未満 新・名前のない女たち 素人女性編』宝島SUGOI文庫　2012年5月10日　ISBN 978-4-7966-8016-5　文庫化
- 『名前のない女たち ベストセレクション』宝島SUGOI文庫　2011年6月4日　ISBN 4-7966-8397-6　総集編
- 『名前のない女たち セックス依存症編』宝島SUGOI文庫　2012年3月6日　ISBN 4-7966-9676-8　一部書き下ろし
- 『職業としてのAV女優』幻冬舎新書　2012年5月30日　ISBN 4-344-98264-9　のちに台湾版
- 『デフレ化するセックス』宝島社新書　2012年12月10日　ISBN 4-8002-0293-0
- 『崩壊する介護現場』ベスト新書　2013年9月7日　ISBN 4-584-12417-5
- 『日本の風俗嬢』新潮新書 2014年8月9日　ISBN 4-10-610581-0
- 『日本人が知らない韓国売春婦の真実』宝島社　2014年10月10日　ISBN 4-8002-3027-6
- 『ワタミ渡邉美樹 日本を崩壊させるブラックモンスター』コアマガジン 2014年12月3日　ISBN 4-86436-689-6
- 『ルポ中年童貞』幻冬舎新書 2015年1月30日　ISBN 4-344-98372-6　桜井トシフミによりリイド社でウェブ漫画化[10]
- 『AVビジネスの衝撃』小学館新書 2015年7月31日　ISBN 4-09-825231-7
- 『女子大生風俗嬢〜若者貧困大国・日本のリアル』朝日新書 2015年10月13日　ISBN 4-02-273637-2
- 『熟年売春〜アラフォー女子の貧困の現実』ミリオン出版  2016年2月25日 ISBN 978-4-8130-2265-7
- 『図解 日本の性風俗』メディアックス  2016年4月27日 ISBN 4-86201-665-0
- 『名前のない女たち 貧困AV嬢の独白』宝島社　2017年1月18日 ISBN 4-8002-6235-6
- 『絶望の超高齢社会〜介護業界の生き地獄』小学館新書　2017年5月31日 ISBN 4-09-825282-1
- 『AV女優消滅〜セックス労働から逃げだす女たち』幻冬舎新書　2017年9月28日　ISBN 4-344-98469-2
- 『ハタチになったら死のうと思ってた』ミリオン出版　2018年7月27日[11]　ISBN 4-8130-2278-2
- 『まんが名前のない女たち傑作選』イーストプレス　2018年12月9日　ISBN 4-7816-7176-4宝島社
- 『東京貧困女子。彼女たちはなぜ躓いたのか』東洋経済新報社　2019年4月5日[12]
- 『日本の貧困女子 衰退途上にあるこの国のリアル』ソフトバンク新書　2019年11月6日
- 『新型コロナと貧困女子』宝島社新書　2020年6月25日　ISBN 978-4-299-00630-1
- 『親が倒れた！身内が亡くなったときの手続きとお金』メディアックス　2020年12月16日
- 『女子大生風俗嬢〜性とコロナ貧困の告白』宝島社新書　2021年5月10日
- 『パパ活女子』幻冬舎新書　2021年11月25日
- 『悪魔の傾聴〜会話の人間関係も思いのままに操る』飛鳥新社　2022年9月24日
- 『歌舞伎町と貧困女子』宝島社新書　2022年12月９日
- 『同人AV女優〜貧困女子とアダルト格差』祥伝社新書　2023年3月1日
- 『ずるい傾聴術〜人間関係が好転してトクする33のルール』かや書房　2023年8月4日
- 『中年婚活〜50歳年収450万円からの結婚に必要な30の法則』大洋図書　2023年10月30日
- 『私、毒親に育てられました』宝島社新書　2023年12月８日

### 共著
- 『職業としての風俗嬢』勅使河原守共著　宝島社新書　2015年3月23日　ISBN 4-8002-3812-9
- 『貧困とセックス』鈴木大介共著　イースト新書　2016年8月10日　ISBN 4-7816-5072-4
- 『日本が壊れる前に〜「貧困」の現場から見えるネオリベの構造』藤井達夫共著　亜紀書房　2020年11月18日
- 『池袋アンダーワールド』花房観音共著　大洋図書　2022年5月25日

## 漫画原作
- 『漫画ルポ中年童貞』桜壱バーゲン共著　リイド社　2016年9月28日　ISBN 4-8458-4265-3  のちにフランス版ブラジル版
- 『東京貧困女子。』（漫画：小田原愛、小学館ビックコミックス）

## 関連人物
- 永沢光雄
- 二村ヒトシ
- 花房観音
- 鈴木大介 - 中村と同じくセックスワーカーを取材するルポライター。中村との共著もある。
- 鈴木涼美[13]